# Kaukosaari (ö i Satakunta)
Kaukosaari är en ö i Finland. Den ligger i sjön Kjulo träsk och i kommunen Säkylä i den ekonomiska regionen  Raumo ekonomiska region  och landskapet Satakunta, i den sydvästra delen av landet, 180 km nordväst om huvudstaden Helsingfors. Öns area är 5,6 hektar och dess största längd är 0,8 kilometer i nord-sydlig riktning.